# Kościół Świętych Apostołów Piotra i Pawła w Nieradzie
Kościół parafialny pw. św. Apostołów Piotra i Pawła w Nieradzie – jest świątynią parafii rzymskokatolickiej parafii rzymskokatolickiej pod tym samym wezwaniem.

## Historia
27 marca 1981 roku wydano pozwolenie na budowę kaplicy mszalnej. 4 lipca 1982 roku biskup Franciszek Musiel dokonał poświęcenia jeszcze niewykończonego kościoła. Prace nad jego wystrojem były prowadzone według projektu ks. Bogdana Blajera. Świątynię tę konsekrował 17 września 2005 roku arcybiskup Stanisław Nowak. Do kościoła przylega od południa cmentarz parafialny.